# 東大急流城 (密歇根州)
東大急流城（英語：East Grand Rapids）是一個位於美國密歇根州肯特縣的城市。

## 人口
根據2020年美國人口普查的數據，東大急流城的面積為8.78平方千米，當中陸地面積為7.58平方千米，而水域面積為1.20平方千米。當地共有人口11371人，而人口密度為每平方千米1,295人。